# جشنة طويلة المنقار

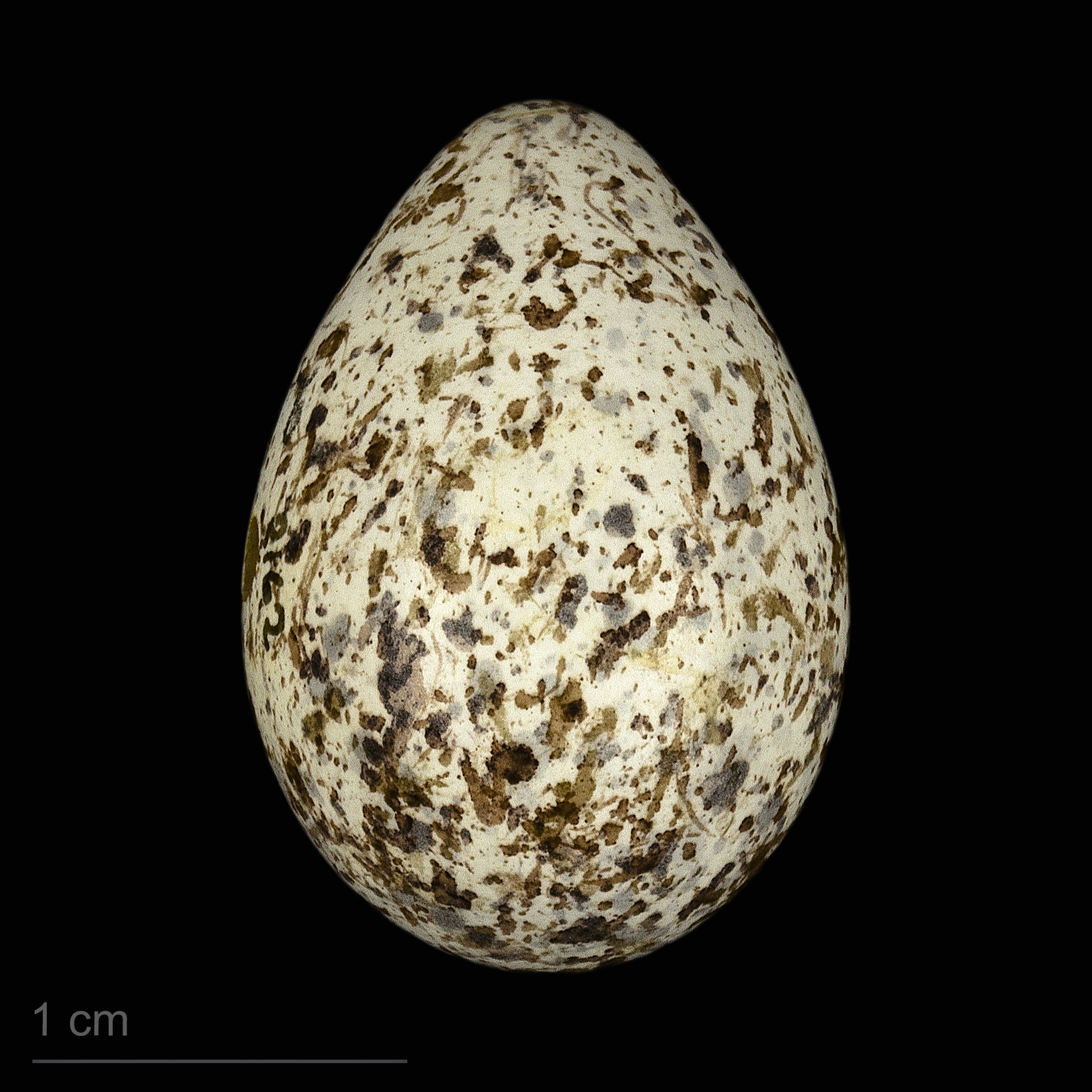
Anthus similis captus

جشنة طويلة المنقار (الاسم العلمي: Anthus similis) (بالإنجليزية: Long-billed Pipit)‏ هو طائر صغير من الجواثم ينتمي لفصيلة التمرة وأم عجلان.